# Depapepe
I Depapepe, spesso reso graficamente come DEPAPEPE, sono un gruppo musicale giapponese formato da Yoshinari Takuoka e Takuya Miura e fondato a Kōbe nel novembre del 2002.
Il nome del gruppo è composto dai soprannomi dei due componenti, "Depa" per Takuya Miura e "Pepe" per Yoshinari Takuoka. Il gruppo compone ed esegue prevalentemente pezzi per chitarra acustica.

## Formazione
- Yoshinari Takuoka (徳岡 慶也?), 15/07/1977 - chitarra
- Takuya Miura (三浦 拓也?), 05/04/1983 - chitarra

## Discografia

### Album in studio

#### Album originali
- 18/05/2005 - Let's Go!!!
- 19/04/2006 - Ciao! Bravo!!
- 02/04/2008 - HOP! SKIP! JUMP!
- 03/06/2009 - Do!

### EP
- 05/02/2004 - ACOUSTIC FRIENDS
- 15/07/2004 - Sky! Sky! Sky!
- 02/12/2004 - PASSION OF GRADATION
- 19/10/2005 - Hi! Mode!!

### Raccolte
- 25/04/2007 - BEGINNING OF THE ROAD ~collection of early songs~; best of del periodo indie
- 30/07/2008 - Depanatsu ~drive! drive!! drive!!!~; raccolta di brani estivi
- 26/11/2008 - Depafuyu ~Hare tokidoki yuki~; raccolta di brani invernali

### Compilation e remix
- 28/11/2007 - Depacla: Depapepe Plays the Classics; raccolta di brani classici riarrangiati

### Singoli
- 20/07/2005 - SUMMER PARADE
- 30/11/2005 - Spur - WINTER VERSION '05/Swingin' Happy X'mas
- 15/03/2006 - Lahaina
- 11/10/2006 - Night & Day
- 21/02/2007 - Sakura kaze
- 22/04/2009 - KATANA